# گئورگ فیشلر
گئورگ فیشلر (انگلیسی: Georg Fischler؛ زادهٔ ۳ ژوئیهٔ ۱۹۸۵) لژسوار اهل اتریش و از برندگان مدال‌های بازی‌های المپیک زمستانی است.